# 言語純粋主義

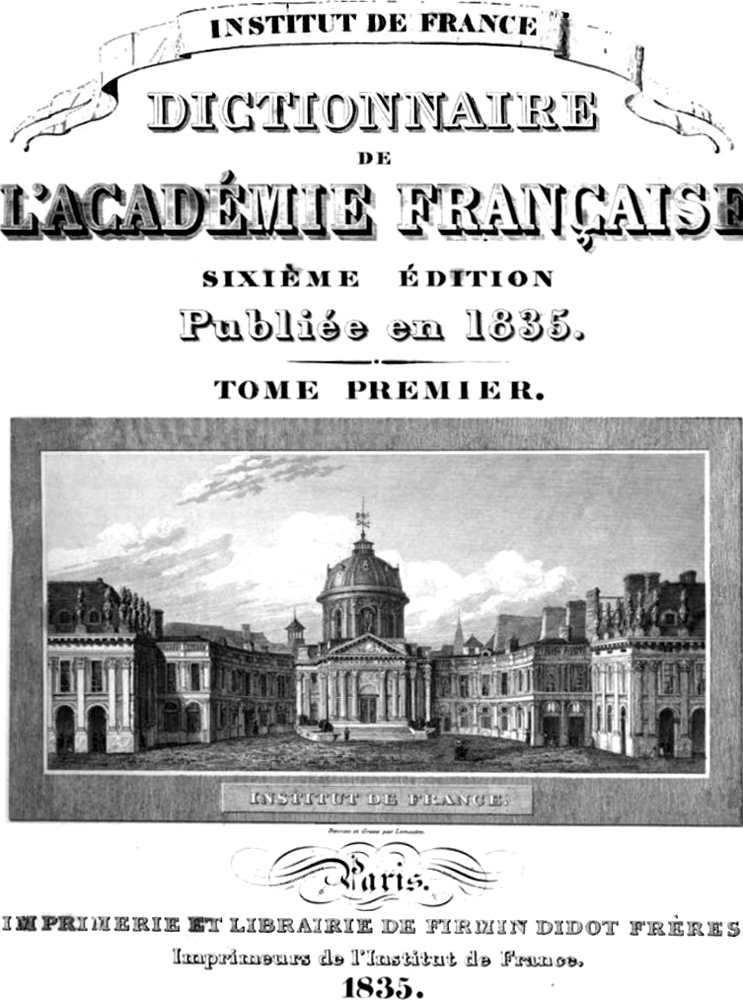
フランスのアカデミー・フランセーズは、フランス語の言語的純度を維持することを使命としている。これは彼らの辞書の第6版（1835年）の最初のページ。

言語純粋主義（げんごじゅんすいしゅぎ、英: Linguistic purism）または言語保護主義（げんごほごしゅぎ、英: linguistic protectionism）は、2種類の意味がある。第一の意味は外国語の影響に対抗して純粋性の汚染と考えられている単語家族の語彙構造をそのまま保存するすべての言語の歴史的な傾向である。第二の意味は言語変種（方言）を、他の変種よりも純粋である、あるいは本質的に質が高いものとして決定し、認識する規範的な慣行である。
歴史的には、第一の意味において、言語純粋主義はイタリアにおいて言語学会（1572年のクルスカ学会）がヨーロッパにおける模範例となった）を通じて制度化され、その決定はしばしば法的な効力を有していた。
純粋主義者によって認識された、または実際に認識された衰退は、語彙の変化、文法性要素の語形融合、または借用語の形をとることがある。望ましくない類似性は、文化的または政治的に支配的な近隣の言語の話者とのものが多い。この理想は、論理性、明瞭さ、または古典的な言語の文法を呼び起こすことがある。他言語の侵食から言語を守るため、あるいは民族の精神（en:Volksgeist）を守るための保守的な措置として提示されることが多いが、新しい標準を定義する上では革新的であることも多い。政府の言語政策の一環として、さまざまな方法で強制されることもある。
純粋主義とは反対に、借用語が母語を置き換える場合もある。例えば、英語では、母国語のbookstaff（ドイツ語：Buchstabe）がラテン語のletterに置き換えられた。

## 言語別の例
- アイスランド語 - 高アイスランド語
- イタリア語 - イタリア化（英語版）
- イベロ・ロマンス語 - イベリア半島の言語純化運動
- 英語 - アングリッシュ
- ギリシア語 - カサレヴサ
- クロアチア語 - クロアチア語の言語純粋主義（英語版）
- シンハラ語 - ヘラ・ハヴラ（英語版）
- タミル語 - タニタミル・イヤッカム（英語版）
- 朝鮮語 - 朝鮮語の言語純粋主義（英語版）
- トルコ語 - トルコの言語純化運動
- 日本語 - 国語国字問題、「外来語」言い換え提案
- ノルウェー語 - ホグノルスク（英語版）
- バスク語 - ユスカラ・ガルビア（バスク語版）
- ヒンドゥスターニー語 - ヒンディー語とウルドゥー語の論争（英語版）
- フランス語 - アカデミー・フランセーズ
- ベンガル語 - ベンガル語国語化運動
- マニプリ語 - マニプリ語の言語純化運動（英語版）
- ロシア語 - ロシア語を愛する者たちの会話（英語版）